# Свети Георги (Църквино)
Вижте пояснителната страница за други значения на Свети Георги.
„Свети Великомъченик Георги“ или „Свети Георгий“ (на македонска литературна норма: „Свети Ѓорѓи“, „Свети Георгиј“) е възрожденска църква във велешкото село Църквино, централната част на Северна Македония. Част е от Повардарската епархия на Македонската православна църква.
Църквата е изградена в 1819 година и по своя вид прилича на „Свети Спас“ в близкото село Ногаевци. При напускането на селото от християнското население и заселването на бошняци мюсюлмани, църквата е изоставена и е в много лошо състояние. Според други сведения в църквата има живопис от XVII век - в частност изображение на Свети Климент.